# ALBA
 For alternative betydninger, se Alba. (Se også artikler, som begynder med Alba)
Det Bolivarianske Alternativ for Amerika (spansk: Alternativa Bolivariana para los Pueblos de Nuestra América eller ALBA) er en alternativ handelsblok som inkluderer 8 latinamerikanske lande.
På spansk betyder ALBA morgengry og står i kontrast til ALCA, det spanske navn for Free Trade Area of the Americas, som er USA's initiativ, der skal samle hele Amerika under ét stort frihandelsområde. 
Initiativet er taget af den venezuelanske præsident Hugo Chávez og Cubas daværende præsident Fidel Castro i 2004. Chávez kalder ALBA det 21. århundredes socialisme, og har tilegnet den Simon Bolivar, den latinamerikanske frihedshelt, der førte an i kampen mod spansk overherredømme, og ville samle hele det sydamerikanske kontinent. 

## Medlemskab
| Medlemmer af ALBA             |
| Cuba                          |
| Venezuela                     |
| Nicaragua                     |
| Bolivia                       |
| Dominica                      |
| Ecuador                       |
| Saint Vincent og Grenadinerne |
| Antigua og Barbuda            |

## Målsætning
ALBA er startet som en politisk og økonomisk modvægt til det USA, som især George W. Bush har stået i spidsen for. Men det er også en reaktion mod de frihandelsprincipper, som ligger bag ALCA, og som tidligere var stærkt udbredte i Sydamerika. 
Tanken bag ALBA er samarbejde mellem medlemmer, der komplementerer hinanden, i stedet for konkurrence. Målet er en alternativ udviklingsstrategi, der tager udgangspunkt i forholdene i Latinamerika gennem de såkaldte Folkets Handelsaftaler. 
Fra Cuba modtager Venezuela læger, lærere og sundhedspersonale, fra Bolivia naturgas og råstoffer og fra Honduras og Nicaragua fødevarer. Venezuela sender i stedet olie og penge retur. Principperne er samarbejde og solidaritet, og landene bidrager med det, de har.
ALBA er anderledes end de andre regionale enheder i Latinamerika. I 2008 blev Unasur etableret som et EU-inspireret projekt.
Anklagerne siger, han vil skabe et nyt Cuba, og Bush’ tidligere seniorrådgiver, Otto Reich, har beskrevet Chávez og Castro som Latinamerikas Terrible Two, der må stoppes hurtigst muligt. 
Det overordnede mål for samarbejdet i ALBA er et mere socialt retfærdigt Latinamerika. Således er den reformpakke, Chávez allerede har introduceret i Venezuela, i store træk målsætningen for ALBA, der med Chávez i spidsen også har blæst til kamp mod analfabetisme, fattigdom, social marginalisering og boligmangel. Målet er gratis uddannelse på alle niveauer, gratis sygehuse og billige boliger, der er miljøvenlige og bygget af rester fra olieindustrien (Petrocasa). Derudover er der også oprettet kooperationer, der skal sikre beskæftigelse og et demokratisk erhvervsliv. 
Et mere overordnet mål er at blive uafhængig af IMF og Verdensbanken, der historisk har været de to institutioner, der har fremmet den neoliberalistiske dagsorden i ulandene, ved at udstede lån med krav om privatisering og frihandel. Derfor er ALBA-banken blevet oprettet, og udsteder billige lån til medlemmerne, gennemfører fælles investeringer og samarbejdsaftaler, etablerer skoler og hospitaler. 
Venezuela har forpligtet sig til at finansiere industri og infrastruktur og opkøbt lån fra mange af sine naboer, for at gøre regionen uafhængig. Gennem ALBA har Venezuela investeret massivt i en energifond, der på længere sigt skal gøre hele regionen uafhængig. 